# Mistrzostwa Świata w Boksie 2021
21. Mistrzostwa Świata w Boksie – mistrzostwa świata w boksie, które odbyły się w dniach 25 października – 6 listopada 2021 roku w Belgradzie w Serbii.

## Rezultaty

### Medaliści
| Kategoria wagowa                  | Złoto               | Srebro                | Brąz                                   |
| --------------------------------- | ------------------- | --------------------- | -------------------------------------- |
| Waga papierowa (-48 kg)           | Temirtas Zhussupov  | Wuttichai Yurachai    | Yauheni Karmilchyk Sakhil Alakhverdovi |
| Waga musza (-51 kg)               | Saken Bibossinov    | Roscoe Hill           | Thanarat Saengphet Akhtem Zakirov      |
| Waga kogucia (-54 kg)             | Tomoya Tsuboi       | Makhmud Sabyrkhan     | Billal Bennama Akash Kumar             |
| Waga piórkowa (-57 kg)            | Jahmal Harvey       | Serik Temirzhanov     | Samuel Kistohurry Osvel Caballero      |
| Waga lekka (-60 kg)               | Sofiane Oumiha      | Abdumalik Khalokov    | Alexy de la Cruz Danial Shahbakhsh     |
| Waga junior półśrednia (-63,5 kg) | Andy Cruz           | Kerem Özmen           | Hovhannes Bachkov Reese Lynch          |
| Waga półśrednia (-67 kg)          | Sewon Okazawa       | Omari Jones           | Ablaikhan Zhussupov Lasha Guruli       |
| Waga junior średnia (-71 kg)      | Yurii Zakharieiev   | Vadim Musaev          | Sarkhan Aliyev Alban Beqiri            |
| Waga średnia (-75 kg)             | Yoenlis Hernández   | Dzhambulat Bizhamov   | Salvatore Cavallaro Weerapon Jongjoho  |
| Waga półciężka (-80 kg)           | Robby Gonzales      | Aliaksei Alfiorau     | Vladimir Mironchikov Savelii Sadoma    |
| Waga junior ciężka (-86 kg)       | Loren Alfonso       | Keno Machado          | Herich Ruiz Victor Schelstraete        |
| Waga ciężka (-92 kg)              | Julio César La Cruz | Aziz Abbes Mouhiidine | Madiyar Saydrakhimov Enmanuel Reyes    |
| Waga super ciężka (+92 kg)        | Mark Petrovskii     | Davit Chaloyan        | Nigel Paul Mahammad Abdullayev         |

### Tabela medalowa
| Pozycja           | Kraj              | Złoto | Srebro | Brąz | Razem |
| ----------------- | ----------------- | ----- | ------ | ---- | ----- |
| 1                 | Kuba              | 3     | 0      | 2    | 5     |
| 2                 | Kazachstan        | 2     | 2      | 1    | 5     |
| 3                 | Stany Zjednoczone | 2     | 2      | 0    | 4     |
| 4                 | Japonia           | 2     | 0      | 0    | 2     |
| 5                 | Rosja             | 1     | 2      | 2    | 5     |
| 6                 | Azerbejdżan       | 1     | 0      | 2    | 3     |
| 6                 | Francja           | 1     | 0      | 2    | 3     |
| 8                 | Ukraina           | 1     | 0      | 0    | 1     |
| 9                 | Tajlandia         | 0     | 1      | 2    | 3     |
| 10                | Armenia           | 0     | 1      | 1    | 2     |
| 10                | Białoruś          | 0     | 1      | 1    | 2     |
| 10                | Włochy            | 0     | 1      | 1    | 2     |
| 10                | Uzbekistan        | 0     | 1      | 1    | 2     |
| 14                | Brazylia          | 0     | 1      | 0    | 1     |
| 14                | Turcja            | 0     | 1      | 0    | 1     |
| 16                | Gruzja            | 0     | 0      | 2    | 2     |
| 17                | Albania           | 0     | 0      | 1    | 1     |
| 17                | Belgia            | 0     | 0      | 1    | 1     |
| 17                | Dominikana        | 0     | 0      | 1    | 1     |
| 17                | Indie             | 0     | 0      | 1    | 1     |
| 17                | Iran              | 0     | 0      | 1    | 1     |
| 17                | Szkocja           | 0     | 0      | 1    | 1     |
| 17                | Serbia            | 0     | 0      | 1    | 1     |
| 17                | Hiszpania         | 0     | 0      | 1    | 1     |
| 17                | Trynidad i Tobago | 0     | 0      | 1    | 1     |
| Razem (15 państw) | Razem (15 państw) | 13    | 13     | 26   | 52    |